# 佃大橋
佃大橋（つくだおおはし）は、隅田川にかかる橋で、佃大橋通りとも呼ばれる東京都道473号新富晴海線（旧東京都道304号線明石町晴海支線）を通す橋である。隅田川右岸においては北が東京都中央区湊三丁目、南が中央区明石町。同左岸では中央区佃一丁目と中央区月島一丁目を分かつ。地下にて東京メトロ有楽町線と並行する。
右岸側では隅田川の手前100mほどの位置から高架が始まり、左岸では佃・月島全幅にわたって高架（新月陸橋）のまま、朝潮運河に架かる朝潮大橋へと繋がっている（但し新月陸橋は徒歩では渡ることができないので、佃大橋と朝潮大橋を通して歩く歩行者は一旦新月陸橋の下の歩道に下りて歩く必要がある）。これは桁の下面から水面までの距離を勝鬨橋と合わせたためである。また他の隅田川にかかる橋は川に対してほぼ直角に交わっているが、佃大橋は中心線が岸に対して60度ほど斜めになっている。

## 歴史
佃大橋は隅田川の渡船場として320余年続いていた「佃の渡し」の位置に架けられた橋であり、上流に平行している永代橋、下流の勝鬨橋の交通量の増加、および1964年東京オリンピック開催に備えた関連道路の一部として、戦後初めて隅田川に架橋された橋である。
当時佃島と月島を隔てていた佃川は、佃大橋の取付道路建設のために埋め立てられ、佃島と月島は地続きに、同時に佃川に架かっていた佃橋は廃橋となった。

## 橋の概要
- 構造形式
  - 主桁 : 3径間連続鋼床鈑箱桁橋
  - 工法 : 大ブロック一括架設工法
    - （長さ40m、重量150トンのブロック別に当時日本最大の海上クレーン船にて一括で組み上げる、大ブロック工法の先駆けとなった）
- 橋長 : 476.3m
- 幅員 : 25.2m
- 着工 : 1961年（昭和36年）12月
- 竣工 : 1964年（昭和39年）8月27日
- 施工主体 : 東京都
- 橋桁製作 : 石川島播磨重工業（現IHI）佃島工場

## 付近の鉄道路線
東京地下鉄（東京メトロ）有楽町線は本陸橋と並行している。
- 月島駅
  - 東京地下鉄（東京メトロ）有楽町線
  - 都営地下鉄（東京都交通局）大江戸線
- 新富町駅
  - 東京地下鉄（東京メトロ）有楽町線

## 東京マラソン
佃大橋周辺は高低差が激しい為、東京マラソンの難所と呼ばれている。

## 路線バス
都営バスについて、東17[東京駅八重洲口 - 新川二丁目 - （←佃大橋） - 月島駅 - 越中島 - 豊洲駅 - 枝川 - 潮見駅]が2000年(平成12年)に廃止されて以降は定期路線の運行はなかったが、2018年(平成30年)4月2日に直行02[豊海水産埠頭→勝どき駅→月島三丁目→亀島橋→東京駅八重洲口]が平日朝の一日数本のみながら運行を開始し、18年ぶりに佃大橋を経由した定期路線が設置された。臨時系統としては、国展01[東京駅 - （直行、ビッグサイト発のみ豊洲駅停車） - 東京ビッグサイト]があり、この系統については定期路線がなかった18年間も含めて佃大橋を通ることが多い。

## 隣の橋
- 隅田川
  - （上流） - 永代橋 - 中央大橋 - 佃大橋 - 勝鬨橋 - 築地大橋 - （下流）

## 関連文献
出版年順
- 『中央区政年鑑』昭和39年版、東京都中央区（編）、1964年、全国書誌番号:85021521、doi:10.11501/3454040。
- 京橋図書館（東京都中央区立）『佃島年表』、京橋図書館、1966年、NCID BN1048248X。注記：佃大橋開橋記念、参考文献目録（巻末）。
- 滝田ゆう『下駄の向くまま : 新東京百景』日刊現代（編）、講談社、1978年。全国書誌番号:78008961、doi:10.11501/9641405。
- 日本橋梁建設協会（監修）「特集　東京　隅田川の橋を訪ね歩く」『日本の名橋完全名鑑 : 史上初!橋探訪ビジュアルガイド』、廣済堂出版〈廣済堂ベストムック ; 217号〉、2013年、p.63。全国書誌番号:22216971、オールカラー保存版。
- 松村博『世界の橋並み : 地域景観をつくる橋』、東京：鹿島出版会、2017年、p.153、156、183。全国書誌番号:22876489。
- 加藤嶺夫「佃大橋」『昭和の東京 : 加藤嶺夫写真全集』第1巻、川本三郎、泉麻人（監修）、東京：デコ、2017年、p.52。全国書誌番号:22992642。
- 髙橋俊充「市街地での現場施工における課題と対策 : 佃大橋(本橋)長寿命化工事(支承補強)」『日本ファブテック技報 = J-FaB technical report』、ISSN 2433-4421、日本ファブテック、2018年。第2018巻第2号、p.56-59。